# Geno Studio
Geno Studio, Inc. (jap. 株式会社ジェノスタジオ Kabushiki-gaisha Jeno Sutajio) – japońskie studio animacji z siedzibą w tokijskiej dzielnicy Suginami, założone 19 listopada 2015 roku jako spółka zależna Twin Engine.

## Założenie
W 2015 roku były producent Fuji TV, Kōji Yamamoto, powołał studio po tym, jak w 2014 założył własną firmę produkcyjną, Twin Engine. Geno Studio jest spółką zależną Twin Engine, a większość jego pracowników pochodzi z nieistniejącego już studia Manglobe.

## Produkcje

### Seriale telewizyjne
| Rok  | Tytuł                | Reżyser(zy)       | Liczba odcinków | Uwagi                                               | Przypisy |
| ---- | -------------------- | ----------------- | --------------- | --------------------------------------------------- | -------- |
| 2018 | Kokkoku              | Yoshimitsu Ohashi | 12              | Na podstawie mangi autorstwa Seity Horio.           | [ 3 ]    |
| 2018 | Golden Kamuy         | Hitoshi Nanba     | 12              | Na podstawie mangi autorstwa Satoru Nody.           | [ 4 ]    |
| 2018 | Golden Kamuy sezon 2 | Hitoshi Nanba     | 12              | Sequel Golden Kamuy.                                | [ 5 ]    |
| 2020 | Pet                  | Takahiro Omori    | 13              | Na podstawie mangi autorstwa Ranjō Miyake.          | [ 6 ]    |
| 2020 | Golden Kamuy sezon 3 | Hitoshi Nanba     | 12              | Sequel 2. sezonu Golden Kamuy.                      | [ 7 ]    |
| 2022 | Bucchigire!          | Tetsuo Hirakawa   | 12              | Własna twórczość.                                   | [ 8 ]    |
| 2025 | Your Forma           | Takaharu Ozaki    | nieznana        | Na podstawie light novel autorstwa Mareho Kikuishi. | [ 9 ]    |

### OVA
- Golden Kamuy (2018–2020)[10]

### ONA
- Gwiezdne wojny: Wizje – Lop i Ochō (2021)[2]

### Filmy
- Gyakusatsu kikan (2017, przejęty od Manglobe)[11]